# Give Me That Slow Knowing Smile
Albums de Lisa Ekdahl
Pärlor av glas
(2006) Lisa Ekdahl at The Olympia, Paris
(2011)
Give Me That Slow Knowing Smile est le onzième album de Lisa Ekdahl, sorti le 23 mars 2009 chez Sony Music.

## Titres
| No | Titre                           | Durée |
| -- | ------------------------------- | ----- |
| 1. | Give Me That Slow Knowing Smile |       |
| 2. | I Don't Mind                    |       |
| 3. | I'll Be Around                  |       |
| 4. | One Life                        |       |
| 5. | The World Keeps Turning         |       |
| 6. | Don't Stop                      |       |
| 7. | When                            |       |
| 8. | Sing                            |       |
| 9. | Beautiful Day                   |       |

## Classements
| Classement                | Meilleure position |
| ------------------------- | ------------------ |
| Danemark (Tracklisten)    | 6                  |
| France (SNEP)             | 31                 |
| Norvège (VG-lista)        | 16                 |
| Portugal (AFP)            | 15                 |
| Suède (Sverigetopplistan) | 7                  |